# Caribea litoralis
Caribea es un género monotípico de plantas herbáceas de la familia Nyctaginaceae. Su única especie: Caribea litoralis es originaria de Cuba.

## Taxonomía
Caribea litoralis fue descrita por Henri Alain Liogier   y publicado en Candollea 17: 113–114. 1960.